# Dublă identitate
Dublă identitate (titlu original: Infected) este un film canadian thriller SF de groază din 2008 regizat de Adam Weissman. Rolurile principale au fost interpretate de actorii Maxim Roy, Gil Bellows și Glenda Braganza. Scenariul este scris de Joshua Hale Fialkov, Christian Ford, Mark Wheaton, Roger Soffer după o povestire de Thomas Schnauz.

## Prezentare
Doi reporteri de la Boston Daily primesc pe neașteptate ajutor de la un complice în efortul lor de a opri o invazie extraterestră.

## Distribuție
- Gil Bellows - Ben
- Maxim Roy	- Lisa
- Glenda Braganza - Connie
- Mark Camacho - Craig Braddock
- Bruce Dinsmore - Peter Whitefield
- Carlo Mestroni - Captain Wimmer
- Neil Napier - Taylor Lambert
- Judd Nelson - Malcolm Burgess
- Donny Quinn - Obsequious Assistant (ca Donny Falsetti)
- Isabella Rossellini - Carla Plume
- David Schaap - Lowe
- Jesse Todd - Knutt Jourgensen